# TVC 15
TVC 15 is een nummer van de Britse muzikant David Bowie, uitgebracht als de tweede single van het album Station to Station uit 1976.
Het nummer werd geïnspireerd door Iggy Pop tijdens een periode waarin Bowie en Pop veel drugs gebruikten in Bowie's huis. Pop was aan het hallucineren en dacht dat de televisie zijn vriendin aan het eten was. Bowie ontwikkelde een verhaal over een holografische tv, de TVC 15. In het nummer kruipt de vriendin van de verteller in de tv en de verteller zelf kruipt later ook de tv in om haar te vinden.
Het nummer werd gekozen als de tweede single van Station to Station in het Verenigd Koninkrijk, waar het de 33e plaats in de hitlijsten behaalde. In de Verenigde Staten kwam het nummer niet verder dan de 64e plaats.
De B-kant van de single, "We Are the Dead", was oorspronkelijk onderdeel van Bowie's poging om een musicalversie van de roman 1984 van George Orwell te maken. Het nummer verscheen ook op het album Diamond Dogs.
Een live-uitvoering van het nummer, opgenomen op 23 maart, verscheen op het album Live Nassau Coliseum '76, onderdeel van de heruitgave van het album Station to Station uit 2010. Daarnaast werd een optreden uit de Isolar II – The 1978 World Tour opgenomen en uitgebracht op het livealbum Stage. Verder zong Bowie het nummer in het tv-programma Saturday Night Live op 14 december 1979 en was het het openingsnummer van zijn set op Live Aid op 13 juli 1985.

## Tracklijst
- Beide nummers geschreven door Bowie.

1. "TVC 15" - 3:43
2. "We Are the Dead" - 4:58

## Muzikanten
- David Bowie: leadzang, gitaar op "We Are the Dead", saxofoon
- Warren Peace: percussie, achtergrondzang
- Carlos Alomar, Earl Slick: gitaar op "TVC 15"
- George Murray: basgitaar op "TVC 15"
- Dennis Davis: drums op "TVC 15"
- Roy Bittan: piano op "TVC 15"
- Herbie Flowers: basgitaar op "We Are the Dead"
- Mike Garson: piano, synthesizer op "We Are the Dead"
- Aynsley Dunbar: drums op "We Are the Dead"